# Mercedes-Benz O405NE
Il Mercedes-Benz O405NE è un filobus realizzato dalla PKT Gdynia dal 2004 al 2010, mediante conversione di altrettanti autobus modello Mercedes-Benz O405N.

## Progetto
A partire dagli anni '80 si è andato riducendo il volume della produzione di veicoli filoviari, soprattutto a causa della dismissione sempre più frequente degli impianti filoviari. Inoltre per molte aziende dell'est Europa, in seguito alla caduta del regime sovietico, si presentò il problema del rinnovo del parco rotabile, in gran parte obsoleto o dotato di caratteristiche antiquate.
Pertanto si è andata sempre più diffondendo la tendenza, per le aziende dell'est Europa, di realizzare autonomamente dei veicoli filoviari convertendo autobus, generalmente acquistati usati.

## Tecnica
Il Mercedes-Benz O405NE nasce ad opera dell'azienda PKT, che effettua il servizio filoviario nella città polacca di Gdynia. Quest'ultima azienda, sfruttando le componenti elettriche fornite dalla Enika, ha convertito 28 autobus in veicoli filoviari per rinnovare parzialmente il proprio parco filoviario.
Tutti i mezzi sono equipaggiati con un motore elettrico EMIT STDa 280 6B da 165 kW con recupero dell'energia in frenata e con un pacco di 65 batterie STH800 per coprire brevi tratte in marcia autonoma.

## Caratteristiche
Ecco le caratteristiche di questi mezzi:
- Lunghezza: 11,8 metri
- Allestimento: Urbano
- Porte: 3, rototraslanti

A causa di problemi legati al marchio registrato, sono stati rimossi i loghi della Mercedes dalla calandra dei mezzi.